# Ganasze

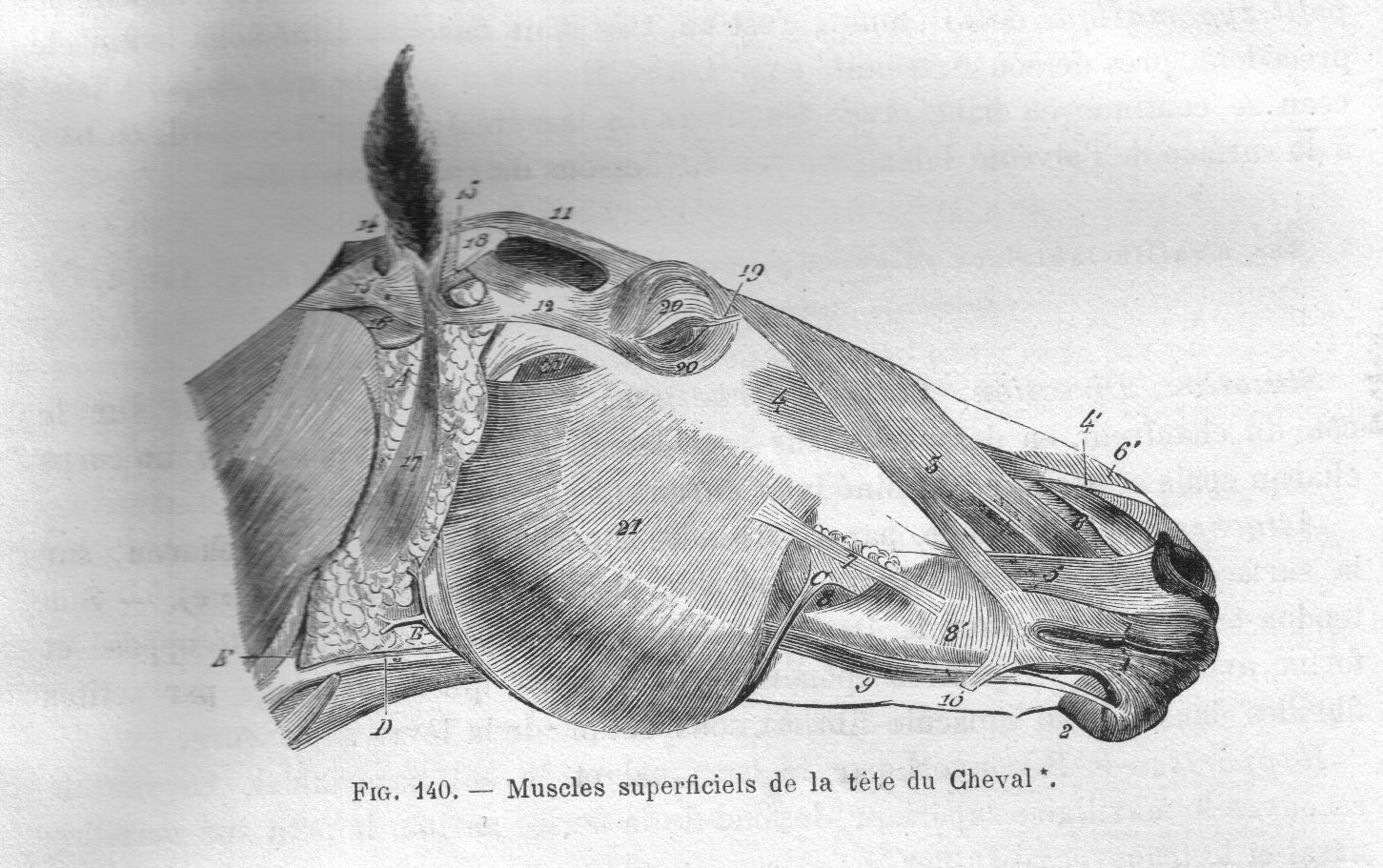
Ganasze (w środkowej części, oznaczone nr 27)

Ganasze (fr. ganache; rzadkie w lp) – dolna część tylnych krawędzi żuchwy konia, będąca zarazem miejscem przyczepu mięśnia żwacza. Kolokwialnie: umięśnione obrzeża żuchwy końskiej.
Dzięki budowie ganaszy i stosunkowo długiemu potylicznemu odcinkowi szyi, możliwe jest uzyskanie pionowego położenia głowy konia, co wykorzystywane jest w sportach jeździeckich poprzez tzw. ganaszowanie, uzyskiwane nieprawidłowo przez równoczesne naciskanie boków konia łydkami i ściąganie wodzy, a normalnie jest jednym z efektów prawidłowego ich zebrania.